# Nadège Rodrigues
Nadège Rodrigues, né le 19 décembre 1980, est une joueuse de pétanque française. 

## Clubs
- ?-2007 : Les amis de la pétanque Sanvignes-les-Mines (Saône-et-Loire)
- 2008 : Pétanque Mâconnaise (Saône-et-Loire)
- 2009-2011 : Les amis de la pétanque Chalon-sur-Saône (Saône-et-Loire)
- 2012-2015 : Les amis de pétanque Bourbon-Lancy (Saône-et-Loire)
- 2016- : Boule Quetignoise (Côte d'Or)

## Palmarès

### Séniors

#### Championnats de France
- Triplette 2018 (avec Chantal Salaris et Apolline Garrien) : Boule Quetignoise[1],[2]

#### Championnats régionaux et départementaux

##### Ligue deBourgogne
Championne de ligue
- Doublette 2012 (avec Céline Coelho) : AP Bourbon-Lancy[3]

##### Championnats deSaône-et-Loire
Championne
- Tête à tête 2008 : Pétanque Mâconnaise[4]
- Doublette 2008 (avec Laurence Gonnard) : Pétanque Mâconnaise[5]
- Doublette mixte 2009 (avec Gaëtan Dufeu Prevost) : AP Chalon-sur-Saône[6]
- Triplette 2011 (avec Céline Coelho et Corinne Plantin) : AP Chalon-sur-Saône[7]
- Doublette 2013 (avec Céline Coelho) : AP Bourbon-Lancy[5]
- Doublette mixte 2013 (avec Damien Courroy) : AP Bourbon-Lancy[6]

Finaliste
- Triplette 2005 (avec Laurence Gonnard et Céline Coelho) : AP Sanvignes-les-Mines[7]
- Triplette 2006 (avec Laurence Gonnard et Céline Coelho) : AP Sanvignes-les-Mines[7]
- Triplette 2010 (avec Céline Coelho et Corinne Plantin) : AP Chalon-sur-Saône[7]
- Tête à tête 2014 : AP Bourbon-Lancy[4]
- Tête à tête 2015 : AP Bourbon-Lancy[4]
- Triplette 2015 (avec Céline Coelho et Mélanie Rebeyrolle) : AP Bourbon-Lancy[7]

##### Championnats deCôte d'Or
Championne
- Triplette 2016 (avec Apolline Garrien et Chantal Salaris) : Boule Quetignoise[8]
- Triplette 2018 (avec Apolline Garrien et Chantal Salaris) : Boule Quetignoise[9]

Finaliste
- Triplette mixte 2019 (avec Frédéric Verchere et Samuel Perrin) : Boule Quetignoise[10]